# Refugi antiaeri de Castelló de la Plana
El refugi antiaeri de Castelló de la Plana es situa a la Plaça Tetuan de la ciutat de Castelló de la Plana, a la Plana Alta. Va ser un refugi usat durant la Guerra Civil entre 1937 i 1938.

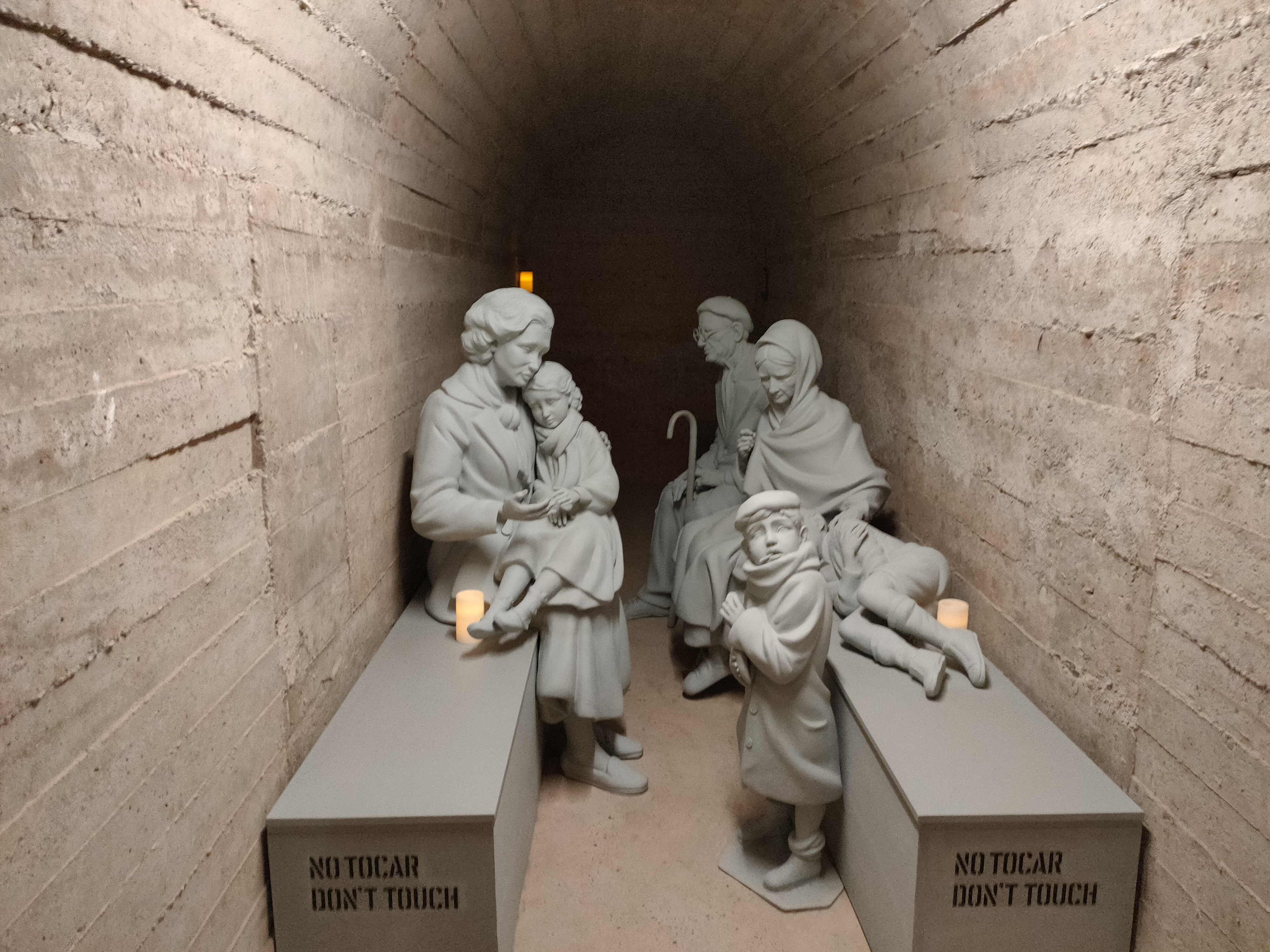
Representació de persones amagades al refugi